# Cantón de Villefranche-d'Albigeois
El cantón de Villefranche-d'Albigeois (en occitano: Vilafranca d'Albigés) era una división administrativa francesa, que estaba situada en el departamento de Tarn y la región de Mediodía-Pirineos.

## Composición
El cantón estaba formado por nueve comunas:
- Ambialet
- Bellegarde
- Cambon
- Cunac
- Le Fraysse
- Marsal
- Mouzieys-Teulet
- Saint-Juéry
- Villefranche-d'Albigeois

## Supresión del cantón de Villefranche-d'Albigeois
En aplicación del Decreto n.º 2014-170 de 17 de febrero de 2014, el cantón de Villefranche-d'Albigeois fue suprimido el 22 de marzo de 2015 y sus 9 comunas pasaron a formar parte; seis del nuevo cantón de El Alto Dadou y tres del nuevo cantón de Saint-Juéry.